# Villa Drosihn

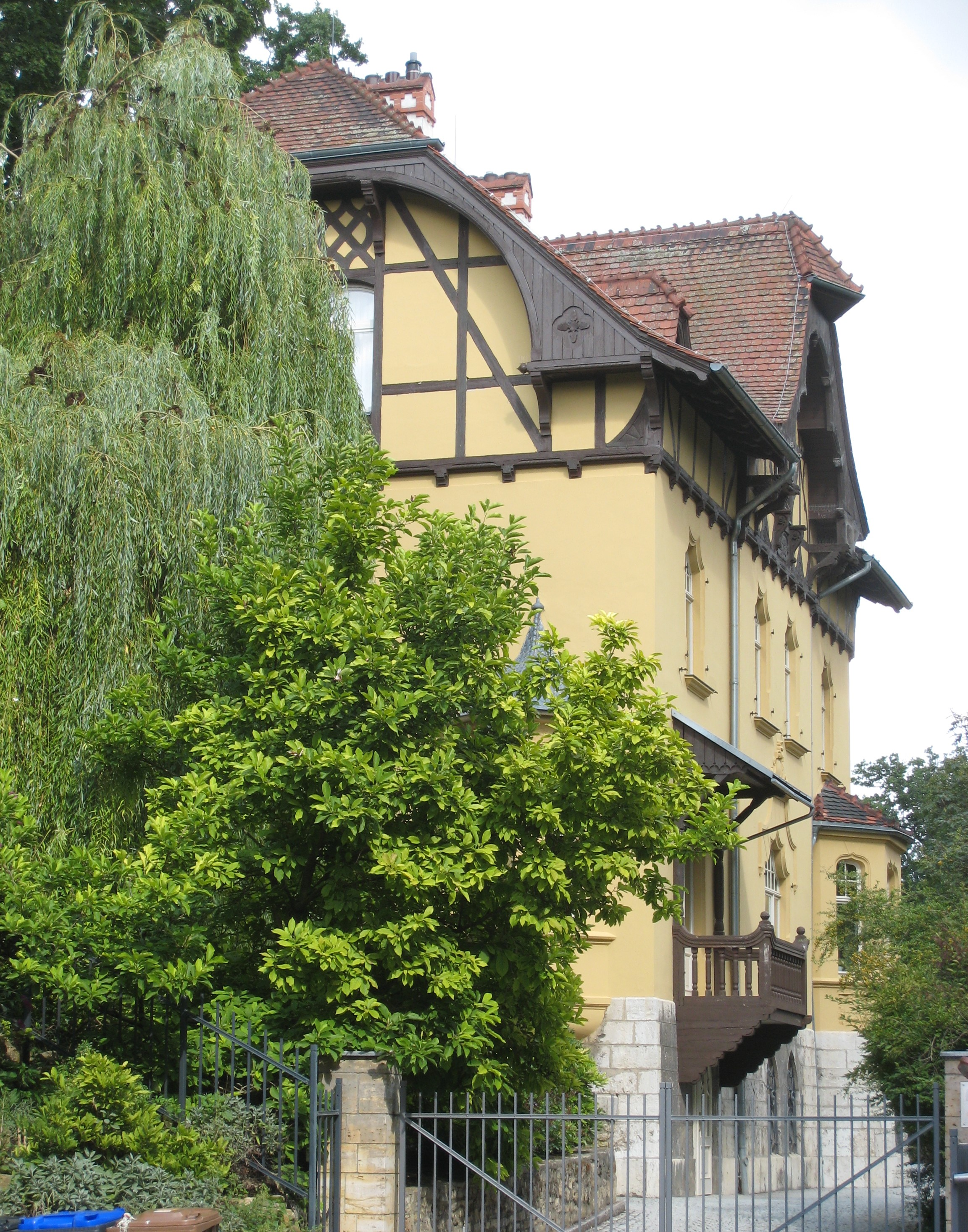
Villa Drosihn (2021)

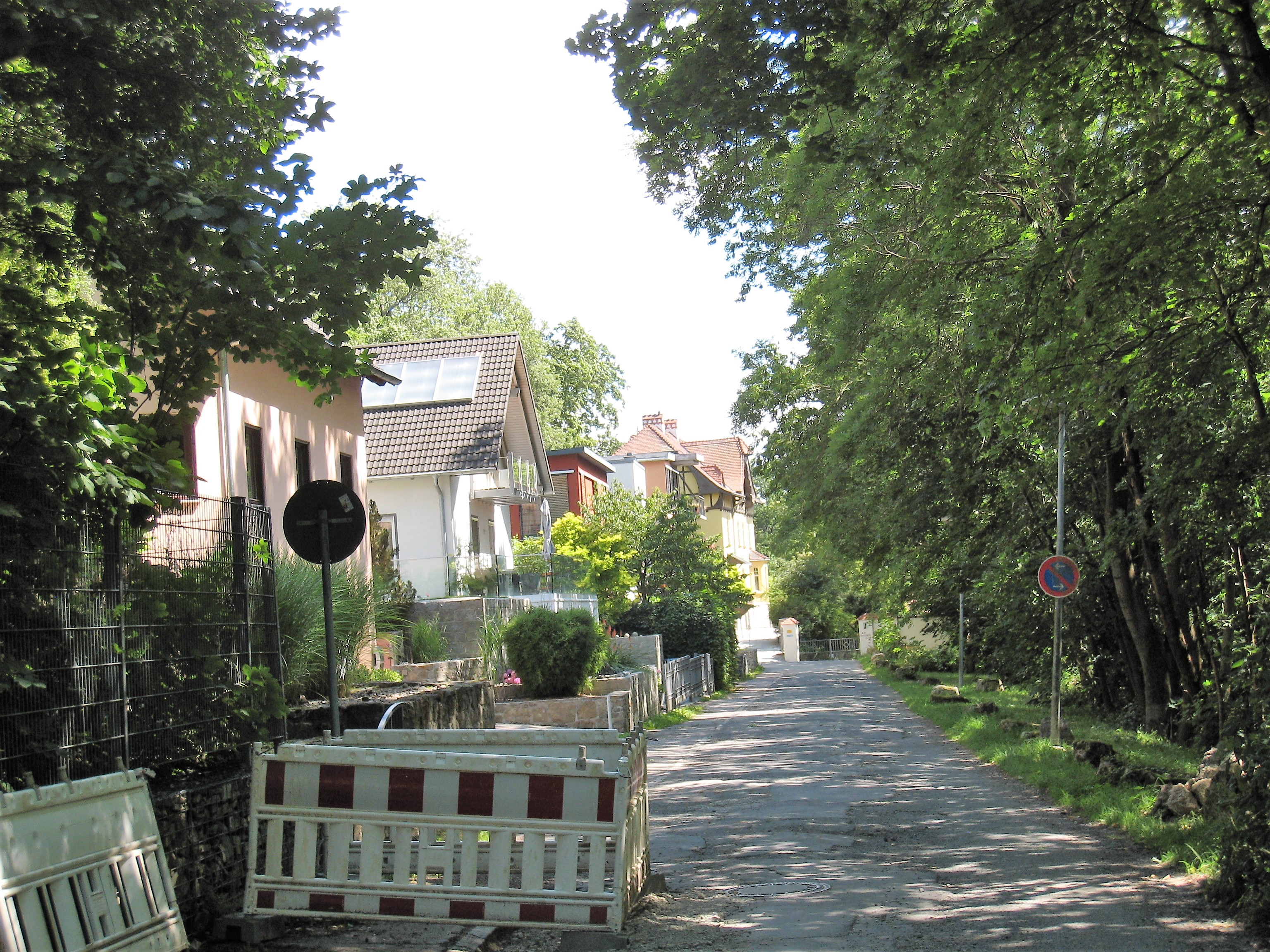
Östliches Ende der Straße Am Kirschberg; gelbe Villa hinten links, Abgang zur Vereinsmühle rechts (2021)

Die Villa Drohsin oder Villa Drosihn ist eine Villa am Kirschberg in Weimar unter der Adresse Am Kirschberg 35. Sie wurde nach dem Mühlenbesitzer Paul Rud. Drosihn benannt. Am Kirschberg an der Ilm befindet sich auch die Vereinsmühle, deren Betreiber Paul Rud. Drosihn einst war. Diese ist gewissermaßen deren Nachbarhaus. Im Stadtarchiv Weimar ist eine Akte aus dem Jahr 1907 zu finden über einen Arealkauf des Mühlenbesitzers Drosihn am Kirschberg. Über den Mühlenbesitzer ist sonst nichts bekannt. Die Villa Drohsin wurde 1901/02 für den Mühlenbesitzer Paul Drohsin errichtet. Entworfen wurde sie von Rudolf Zapfe. Am Zwerchhaus an der Straßenfront ist das auf einer Inschriftentafel des späthistoristischen Gebäudes vermerkt. Das Gebäude weist mehrere An- und Aufbauten auf.
Das im Dachgeschoss ausgeführte Fachwerkgebäude hat aufwendig holzverzierte Balkon- bzw. Dach- und Giebelverkleidungen. Verwendung fanden aber auch Steinmauerungen u. a. aus Travertin. Diese sind zum Teil unverputzt.
Die Villa und die Vereinsmühle stehen auf der Liste der Kulturdenkmale in Weimar.

## Varia
Es gibt auch eine Villa Drosihn in Aschersleben. Diese wurde nach dem dortigen Saatgutproduzenten Friedrich Albert Drosihn (1849–1948) benannt. Sie wurde 1894 errichtet. Heute ist sie Lehrstätte für Altenpfleger und Altenpflegehelfer, Physiotherapeuten, Heilerziehungspfleger, Ergotherapeuten und Erzieher.